# Tượng Chúa Kitô Vua (Vũng Tàu)
Tượng Chúa Kitô Vua (hoặc Tượng Đức Chúa dang tay, Tượng Chúa Kitô trên đỉnh Núi Tao Phùng) là một bức tượng Chúa Giêsu được đặt trên đỉnh Núi Nhỏ của thành phố Vũng Tàu (được xây từ năm 1974). Tượng đã được xác lập là "Tượng Chúa Giêsu lớn nhất khu vực châu Á" vào năm 2012.

## Lịch sử

### Giai đoạn 1

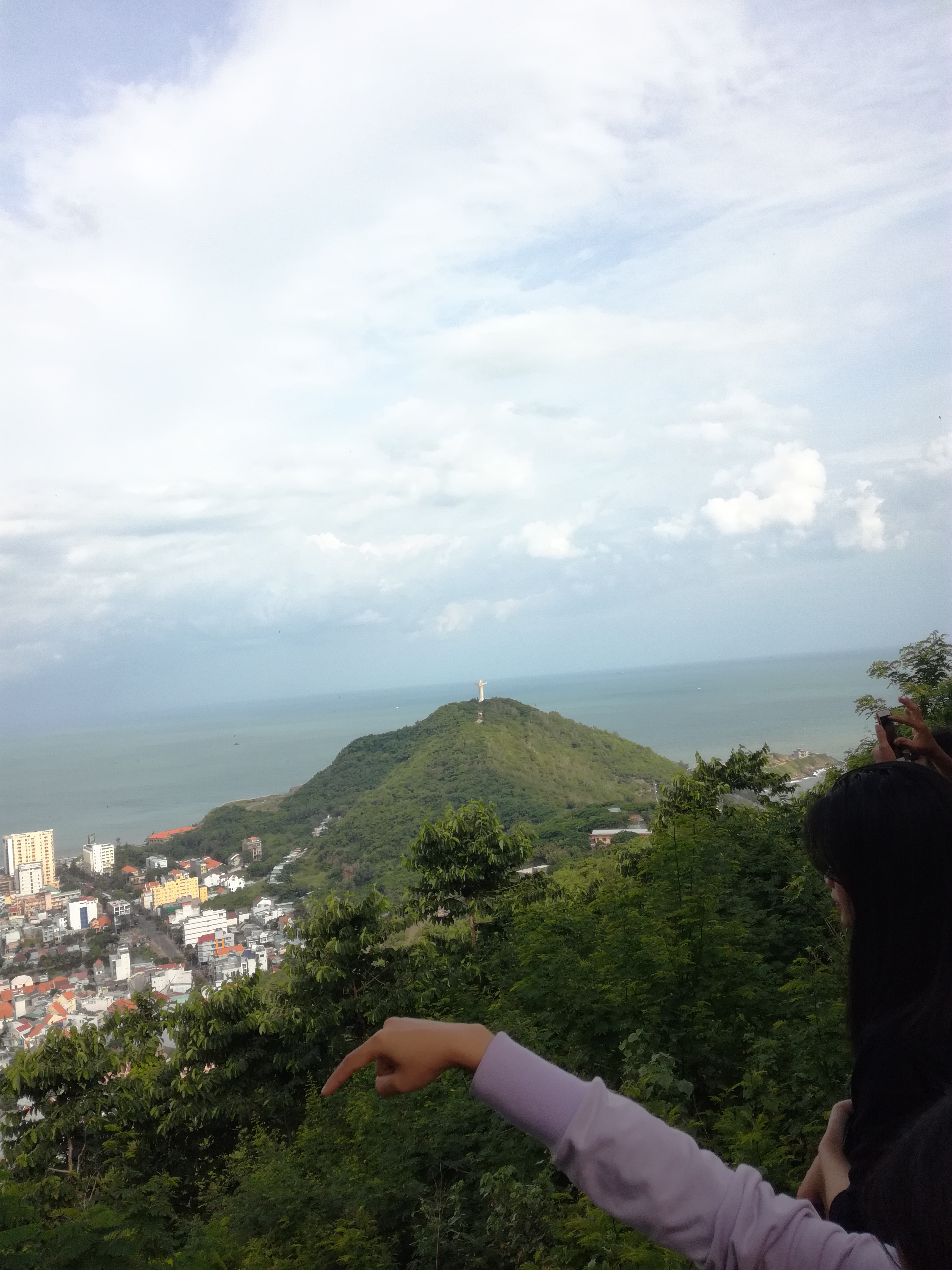
Tổng thể ngọn núi, nơi đặt tượng

Đầu những năm 70 của thế kỷ XX, giáo xứ Vũng Tàu do linh mục Nguyễn Minh Tri cai quản đã dự định xây một tượng đài Chúa Giêsu ở mũi Nghinh Phong, Ô Quắn cao 10 mét và bệ tượng cao 5 mét. Công việc được khởi sự từ năm 1972 nhưng đến ngày 17 tháng 01 năm 1973, thị trưởng Vũng Tàu là đại tá Vũ Duy Tạo ra lệnh tạm ngưng thi công vì có đơn khiếu nại của bên Giáo hội Phật giáo nói rằng đây là vùng đất của họ. Nhiều cuộc họp thương lượng giữa hai bên tôn giáo diễn ra với sự chủ trì của chính quyền, kết quả đã dẫn đến thoả hiệp kết ngày 16 tháng 2 năm 1974. Theo đó, Giáo hội Phật giáo toàn quyền sử dụng mũi Nghinh Phong, còn Giáo hội Công giáo thì xây dựng các công trình trên núi Nhỏ với diện tích 10 hecta.

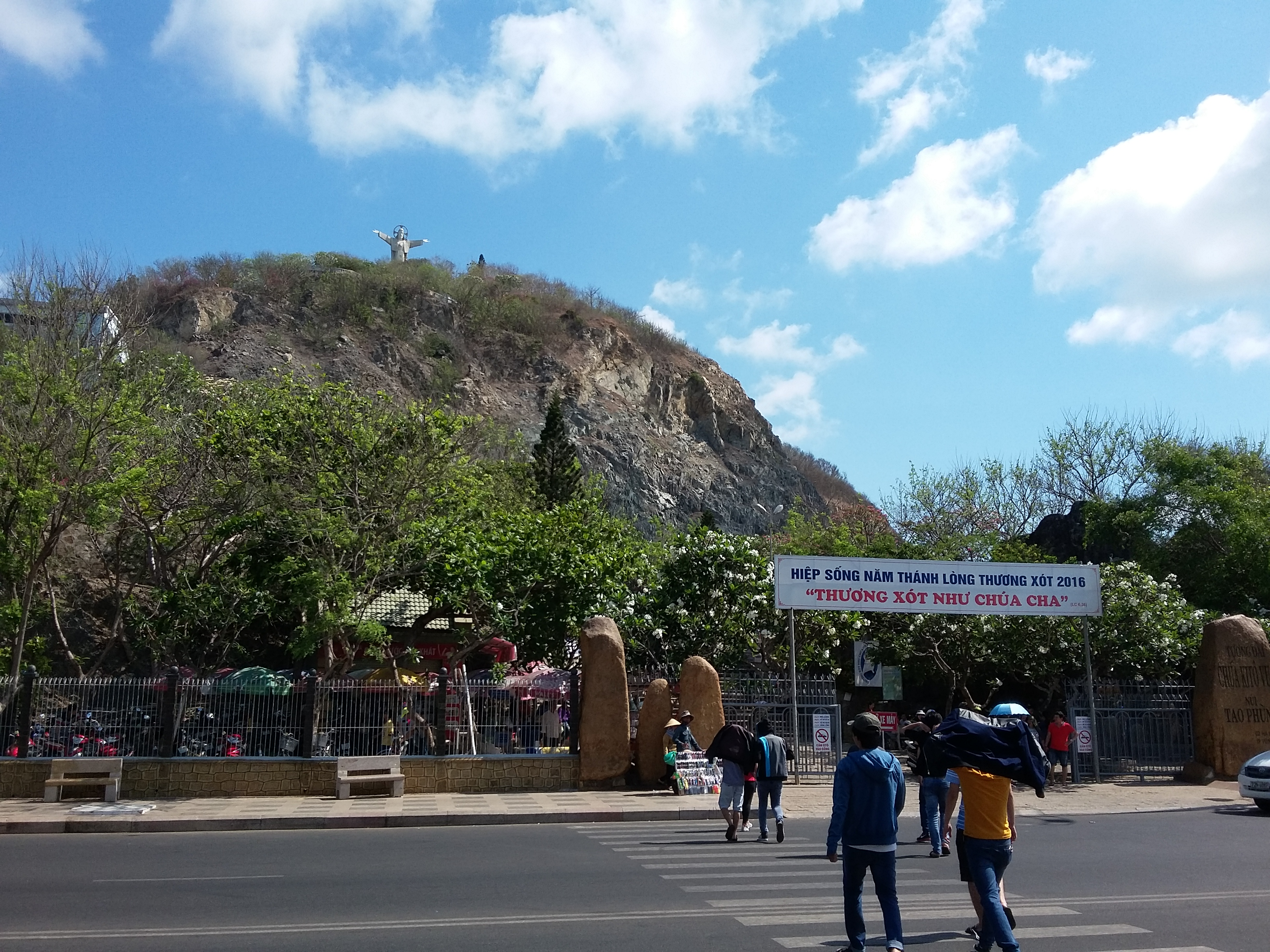
Đường lên tượng Chúa.

Ngày 16 tháng 02 năm 1974, Giáo hội Công giáo đã dỡ bỏ bức tượng ở Nghinh Phong theo thỏa hiệp. Ngày 18 tháng 03 năm 1974, chính quyền địa phương cấp văn thư số 140/VT/HC/LA cho phép Giáo hội Công giáo xây dựng tượng đài Chúa Giêsu trên núi Nhỏ (Tao Phùng) và họ bắt đầu tiến hành xây dựng. Công trình hoàn thành giai đoạn 1 thì xảy ra Sự kiện 30 tháng 4 năm 1975 nên phải ngưng lại. Cùng lúc đó, do không có ai quản lý nên xảy ra tình trạng người dân khai thác đá tràn lan dưới chân núi. 

### Giai đoạn 2

Tượng Chúa Kitô Vua năm 2016.

Đầu năm 1990, Giám mục Nguyễn Minh Nhật có văn thư xin sửa chữa và được bảo quản tượng Chúa tại núi Tao Phùng và xin cấp đất mặt bằng xung quanh tượng Chúa. Ngày 31/08/1990, UBND Đặc khu Vũng Tàu – Côn Đảo có văn bản trả lời số 464/TB.UB, nội dung: "Khu vực này đã được quy hoạch khu du lịch, văn hoá bao gồm cả khu có tượng Chúa này. Hiện nay, UBND Đặc khu đã giao cho Công ty Du lịch cựu binh quản lý và xây dựng, vì vậy không để thể quyết theo đơn xin của ông được".
Ngày 28 tháng 01 năm 1992, sau nhiều lần Toà Giám mục Xuân Lộc đề nghị, Chủ tịch Ủy ban Nhân dân tỉnh Bà Rịa – Vũng Tàu đã có công văn số 233/QĐ.UB cho phép linh mục Trần Văn Huyên - quản xứ Vũng Tàu "...được sữa chữa, tu bổ lại pho Tượng Chúa nên Núi Tao Phùng (Núi nhỏ), kể cả chân đế nhưng không được thay đổi thiết kế. Được làm 01 con đường bậc thang rộng 3m đến 5m từ phía Bãi Nghinh Phong (Ô Quắn) đến trước tượng Chúa, được trồng cây 2 bên đường và cây cảnh xung quanh khu vực Tượng. Tuyệt đối không được tôn tạo sửa chữa các đường hào, hầm ngầm, công sự và các nhà xung quanh khu vực tượng...".
Năm 1995, Linh mục Trần Văn Huyên, chánh xứ Giáo xứ Vũng Tàu xin mua lại nhà Lữ Quán Nghinh Phong với số tiền 190.815.000 đồng (đã nộp đủ tiền vào Ngân sách Nhà nước), thoả thuận giữa bên bán là Sở Tài chính - Vật giáo và bên mua là Giáo xứ Vũng Tàu là bênh mua sẽ tháo dỡ nhà Lữ quán để làm Hoa viên và đường đi. Tuy nhiên, thực tế thì Giáo xứ Vũng Tàu không tháo dỡ nhà như thoã thuận mua bán, mà lại sữa chữa, xây dựng lại nhà Lữ Quán kiên cố hơn để làm nhà ở, buôn bán và trạm dừng chân (các hạng mục sữa chữa trên không có giấy phép xây dựng).
Thời điểm này, bức tượng đã bị hoang phế và xuống cấp, cỏ dại mọc um tùm, cuộn cáp đồng chống sét cũng bị mất trộm. Rất nhiều công việc phải làm, nhưng với những nỗ lực của Giáo phận Xuân Lộc và Giáo hội Công giáo Việt Nam thì tượng đài được hoàn thiện sau hai năm tu sửa.
Ngày 01 tháng 12 năm 1994, Giám mục Giáo phận Xuân Lộc Phaolô Maria Nguyễn Minh Nhật đã chính thức khánh thành khu tượng đài Chúa Kitô Vua trên đỉnh núi Tao Phùng.

## Quá trình xây dựng

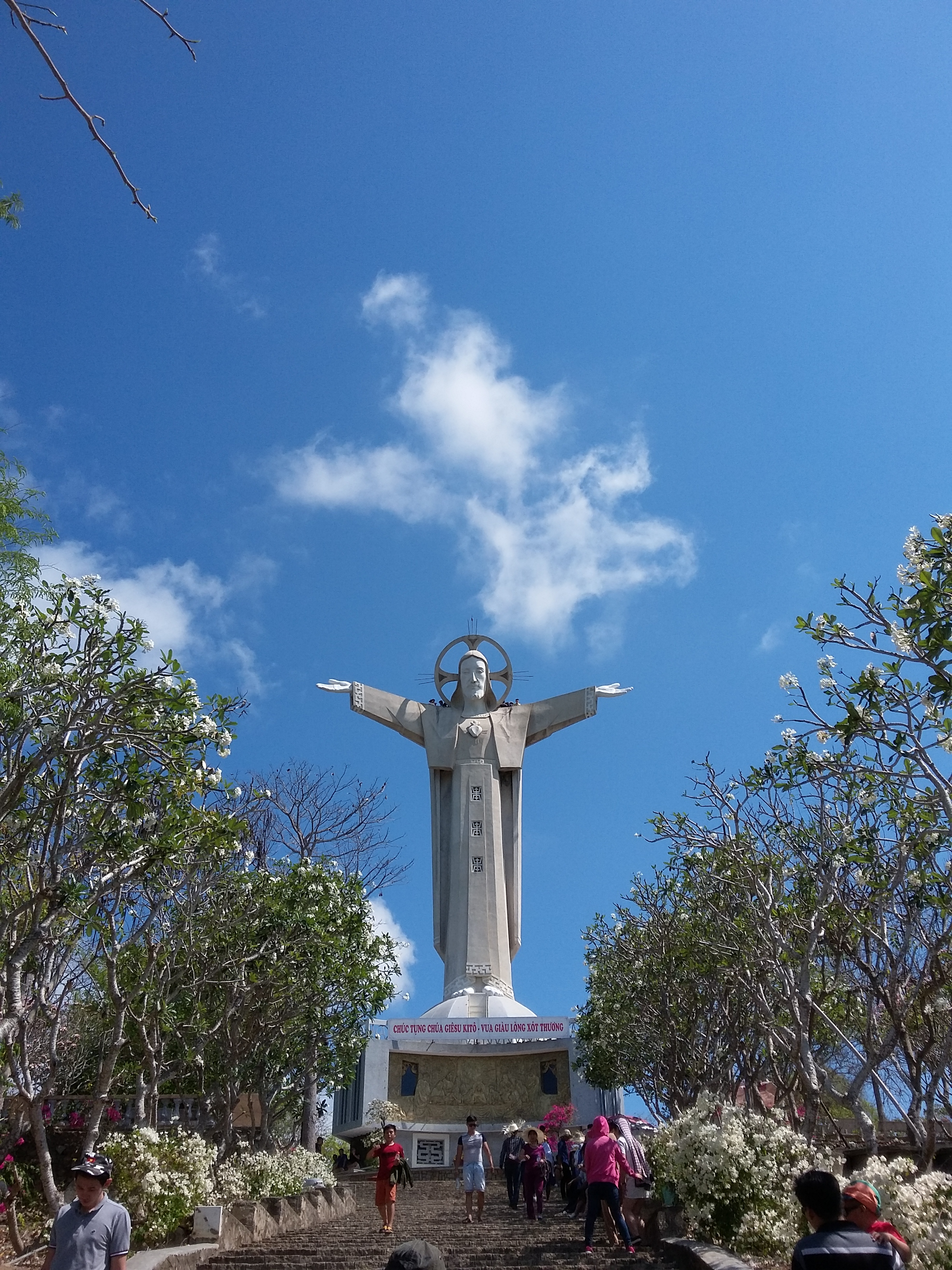
Tượng Chúa Kitô Vua (Vũng Tàu) khi nhìn tổng thể.

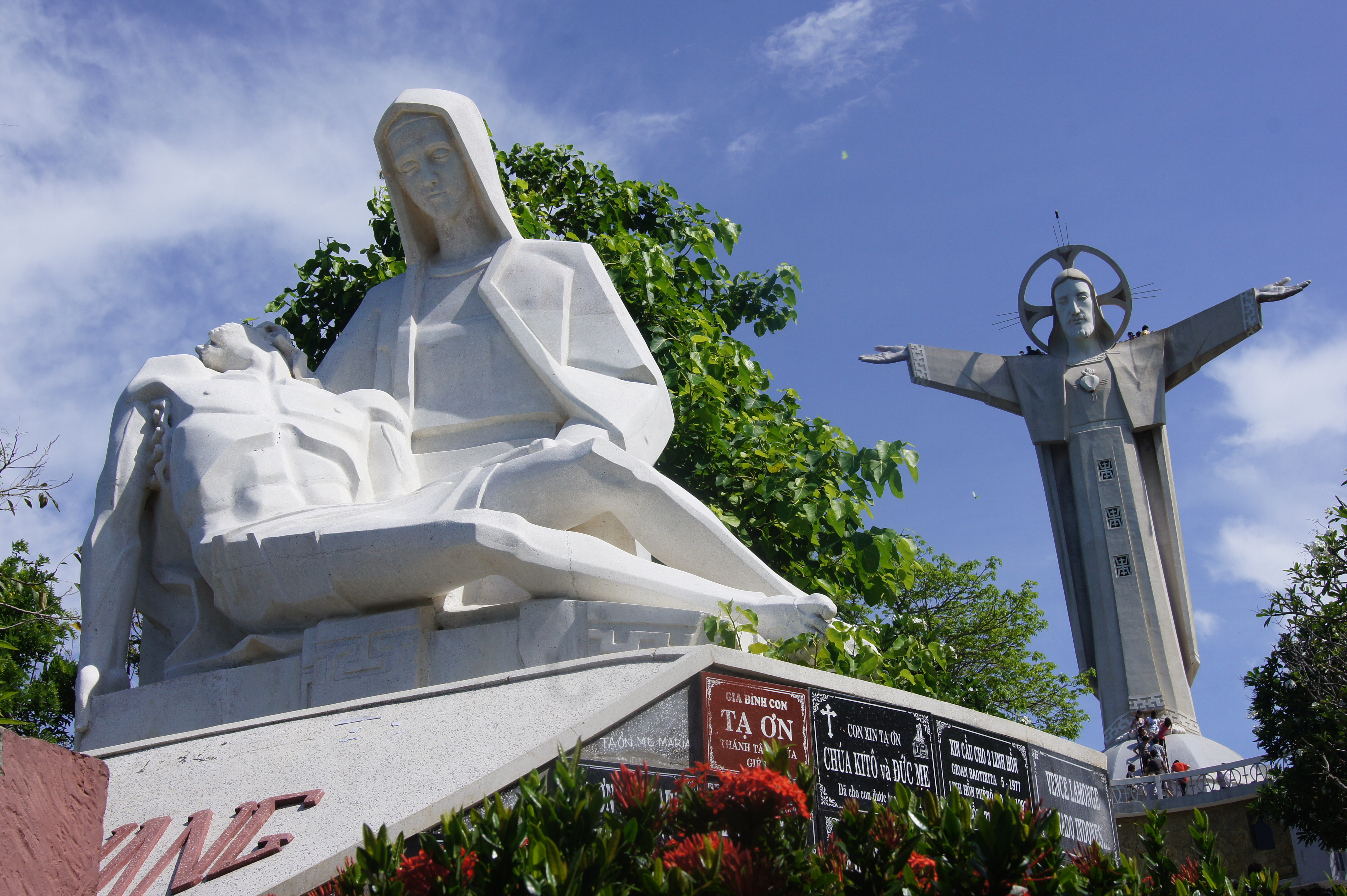
Tượng Đức Mẹ Sầu Bi trước tượng Chúa

### Nhân sự
Ban xây dựng do linh mục Tổng đại diện Đa Minh Nguyễn Chu Trinh làm trưởng ban, giáo dân Công giáo trong và ngoài nước góp công, góp của.
Phần kỹ thuật bê tông do kỹ sư Nguyễn Quảng Đức phụ trách; phần mỹ thuật do điêu khắc gia Văn Nhân cùng với 50 thợ lành nghề thi công. Điêu khắc gia Văn Nhân (hiện đang định cư ở nước ngoài) đã hoàn thành các bức phù điêu dang dở ở chân tượng. Vì tuổi cao, không đủ sức leo 800 bậc đá nên ông ngồi dưới chân núi chỉ đạo các học trò làm việc từng ngày cho đến khi hoàn tất. 

### Kiến trúc

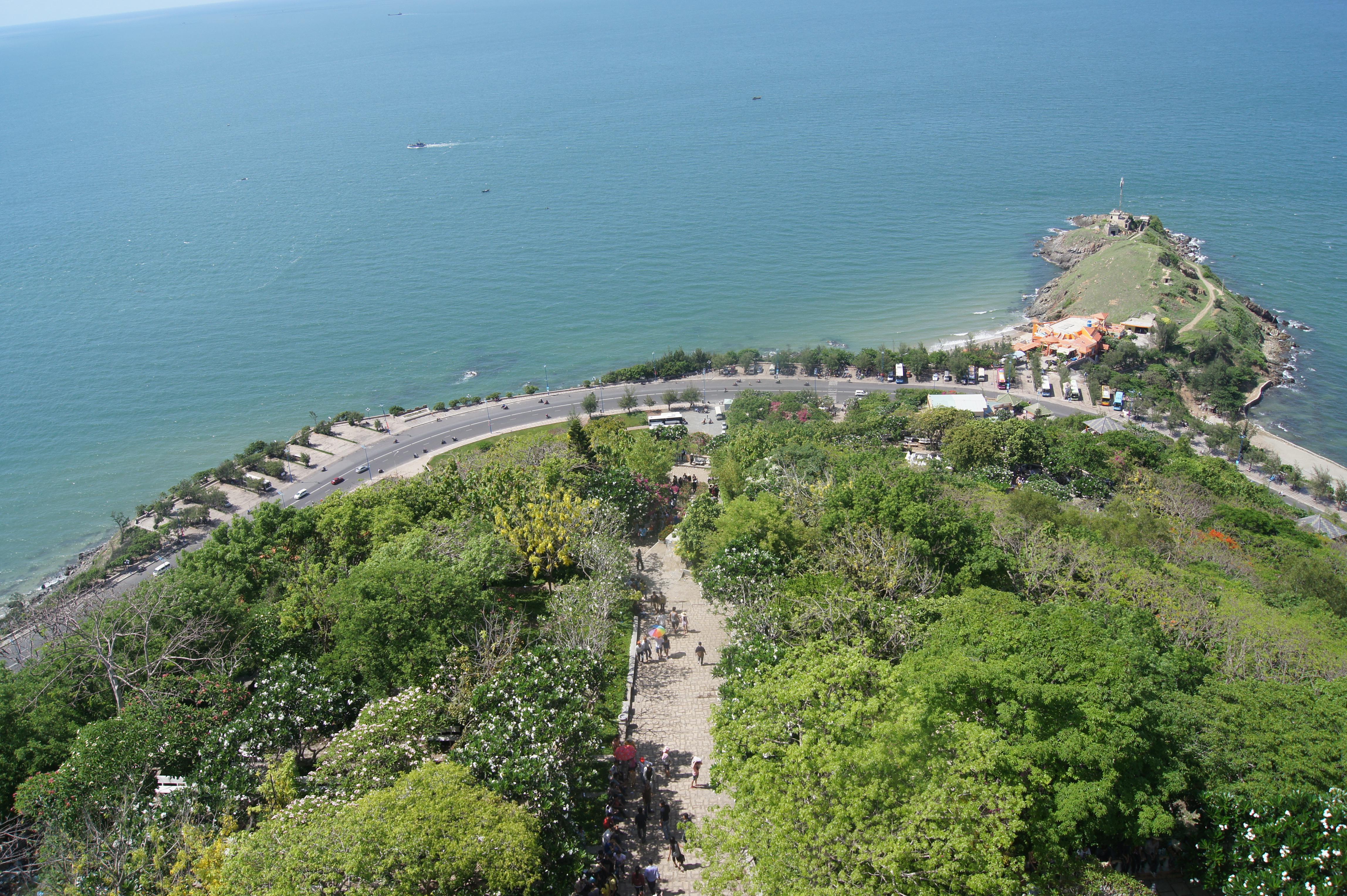
Nhìn xuống từ Tượng Chúa Kitô Vua.

Tượng có chiều cao 32 mét, chiều dài hai cánh tay là 18,4 mét; đặt trên bệ khối chạm hình Chúa và 12 tông đồ. Bên trong tượng là cầu thang xoắn ốc gồm 133 bậc, chạy từ bệ lên cổ tượng. Đường lên tượng có 811 bậc thang cao 500m. Trong lòng tượng có thể chứa được 100 khách tham quan cùng một lúc.

## Các kỷ lục

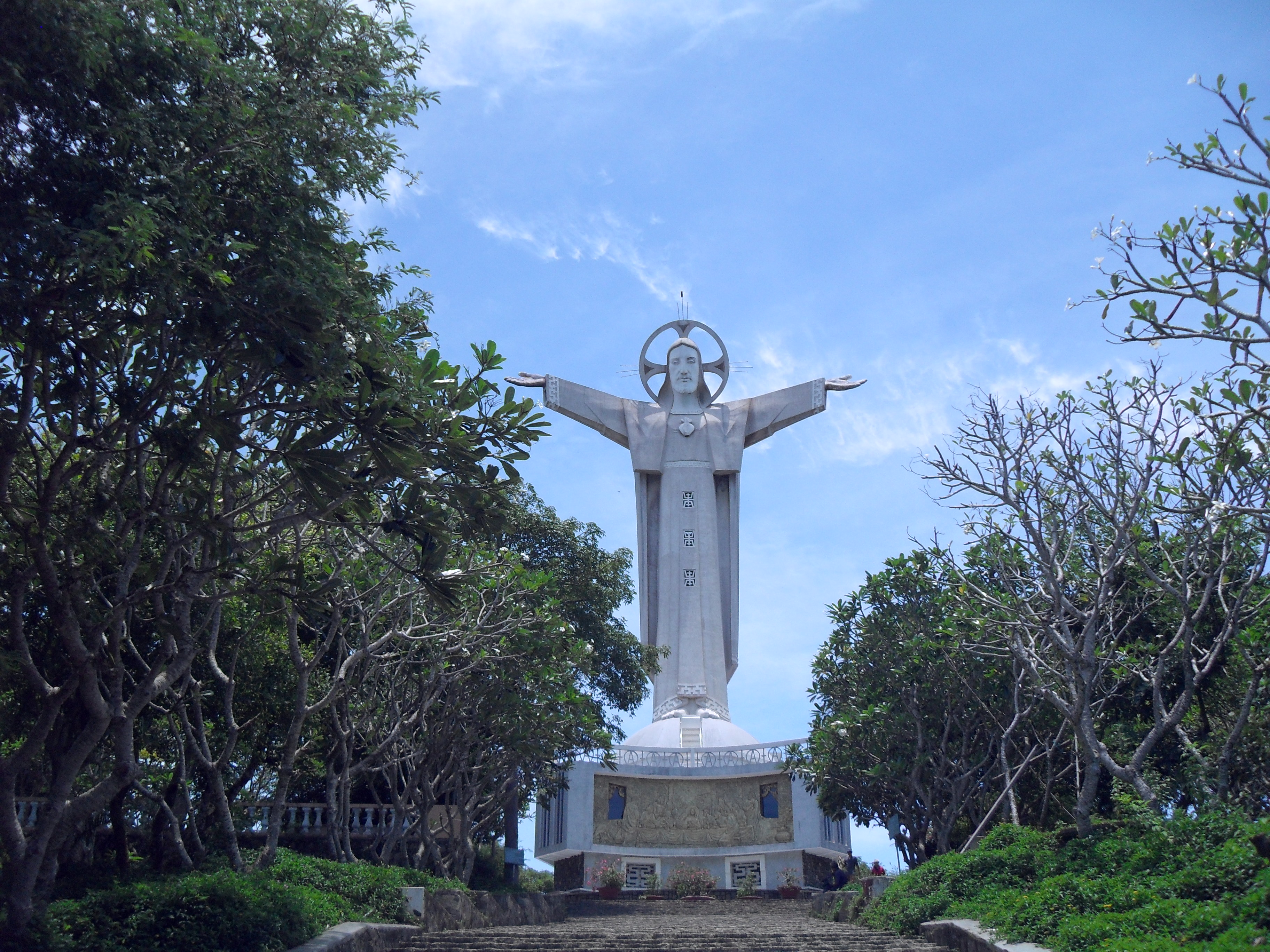
Góc nhìn khác của Tượng Chúa Kitô Vua

Ngày 15 tháng 05 năm 2006, Trung tâm sách Kỷ lục Việt Nam và Công ty Văn hóa Đầm Sen đã trao cho bức tượng này kỷ lục là "Tượng chúa Giêsu lớn nhất Việt Nam". và trong dịp này theo Trung tâm sách kỷ lục Việt Nam, giai đoạn một của cuộc xác lập kỷ lục châu Á, tượng Chúa Kitô là một trong số mười kỷ lục Việt Nam trên tổng số 30 hồ sơ đề nghị công nhận kỷ lục vừa được Hội đồng xác lập kỷ lục châu Á thông qua.
Ngày 09 tháng 01 năm 2012, Trung tâm Sách kỷ lục Việt Nam (VietKings) đã chính thức công bố 10 sự kiện của kỷ lục Việt Nam năm 2012 với các nội dung mang giá trị về văn hóa, ẩm thực đặc sắc của dân tộc. Trong 4 điểm đến tâm linh Việt Nam đạt Kỷ lục châu Á, có "Tượng Chúa Kitô Vua (Vũng Tàu)" với kỷ lục xác nhận là "Tượng Chúa Kitô lớn nhất".
Ngày 26 tháng 05 năm 2012, Trung tâm sách Kỷ lục Việt Nam đã tổ chức chương trình trao danh hiệu kỷ lục châu Á cho Tượng Chúa Kitô Vua (Vũng Tàu)..

## Đánh giá
- "Trong 10 kỷ lục châu Á được công nhận có đến 5 kỷ lục gắn với tôn giáo và 3 kỷ lục dành cho các danh lam thắng cảnh tại Việt Nam. Tất cả các kỷ lục này đều có giá trị lịch sử, tín ngưỡng, tâm linh và danh lam thắng cảnh. Sau khi vịnh Hạ Long được vinh danh là một trong 7 kỳ quan thiên nhiên Thế giới mới,... Bên cạnh giá trị về quảng bá du lịch, sự kiện này còn mang một ý nghĩa chính trị,văn hóa và xã hội sâu sắc." (Ông Nguyễn Hữu Oanh – Phó Chủ tịch thường trực Hội đồng xác lập kỷ lục Việt Nam)[1].
- "Nhà tù Côn Đảo và tượng chúa Kitô là hai kỷ lục vinh dự được ủy ban kỷ lục châu Á công nhận. Chúng tôi rất phấn khởi vì thông qua hai kỷ lục này, chúng tôi có thể quảng bá hình ảnh quê hương đến bạn bè trong và ngoài nước. Trong thời gian tới, chúng tôi sẽ tiếp tục cố gắng trùng tu và bảo quản, gìn giữ, phát huy các giá trị lịch sử và nhân văn của hai địa danh trên để ngày càng thu hút nhiều hơn khách du lịch trong và ngoài nước đến với TP Vũng Tàu." (Ông Nguyễn Văn Sơn, Phó Giám đốc Sở VHTTDL Bà Rịa Vũng Tàu)[1].
- "Công trình đã trở thành một điểm tham quan thu hút đông đảo du khách ở Vũng Tàu. Kiến trúc, điêu khắc tượng Chúa Kitô là một tác phẩm nghệ thuật lớn, là sản phẩm của sự kết hợp hài hòa giữa cảnh quan thiên nhiên hùng vĩ với kiến trúc nghệ thuật Việt Nam hiện đại, mang đậm tính dân tộc và tôn giáo. " (Ủy ban Đoàn Kết Công giáo Việt Nam)[4][6].
- "Sự kết hợp hài hoà giữa cảnh quan thiên nhiên và nghệ thuật cổ điển tôn giáo với bản sắc văn hoá dân tộc đã tạo cho tượng Chúa Kitô núi Nhỏ Vũng Tàu thực sự là một tác phẩm nghệ thuật tầm cỡ khu vực." (Tài liệu giảng dạy lịch sử địa phương tỉnh Bà Rịa – Vũng Tàu)[8]

## Thông tin thêm

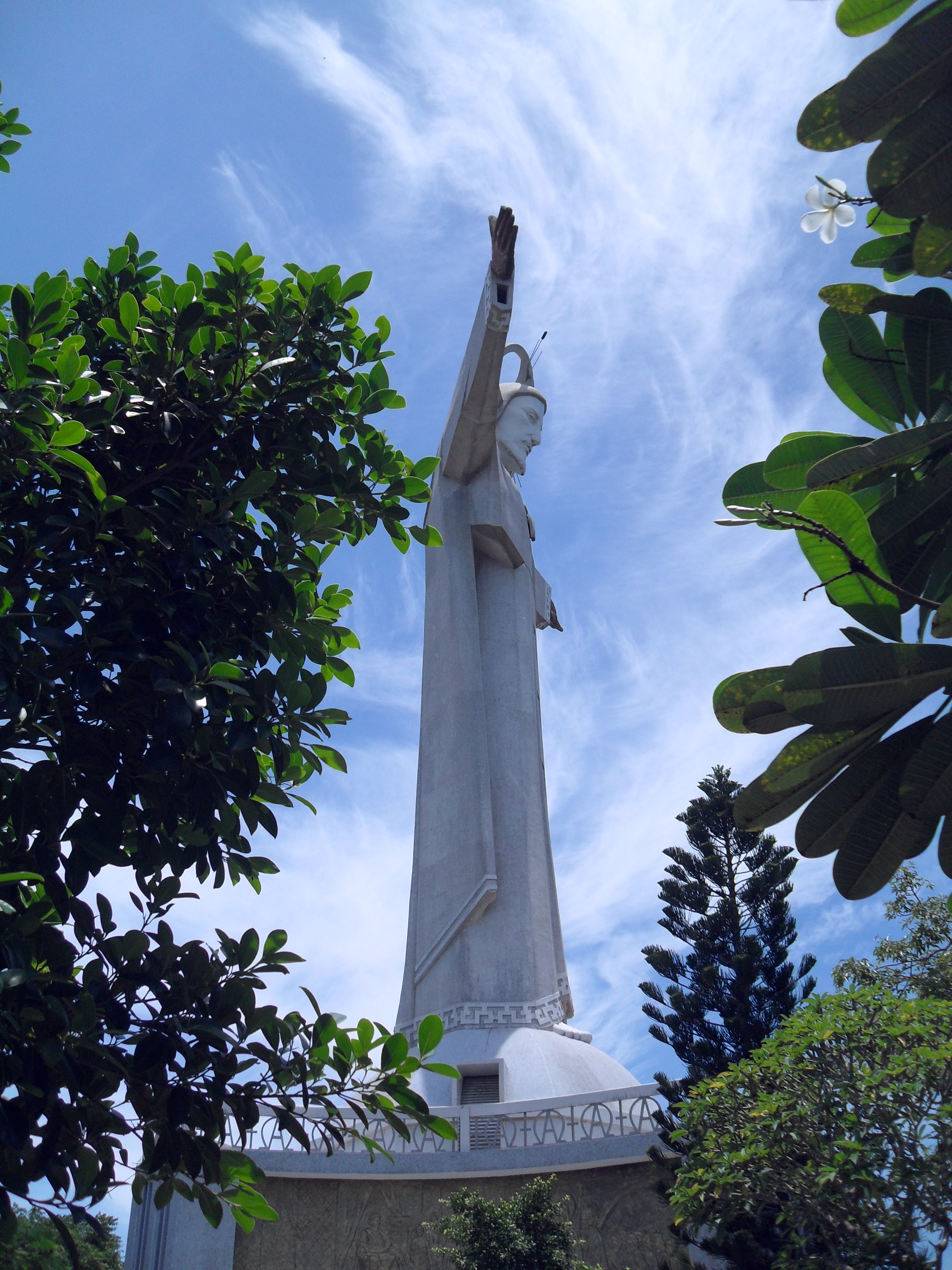
Tượng Chúa Kitô Vua nhìn bên hông.

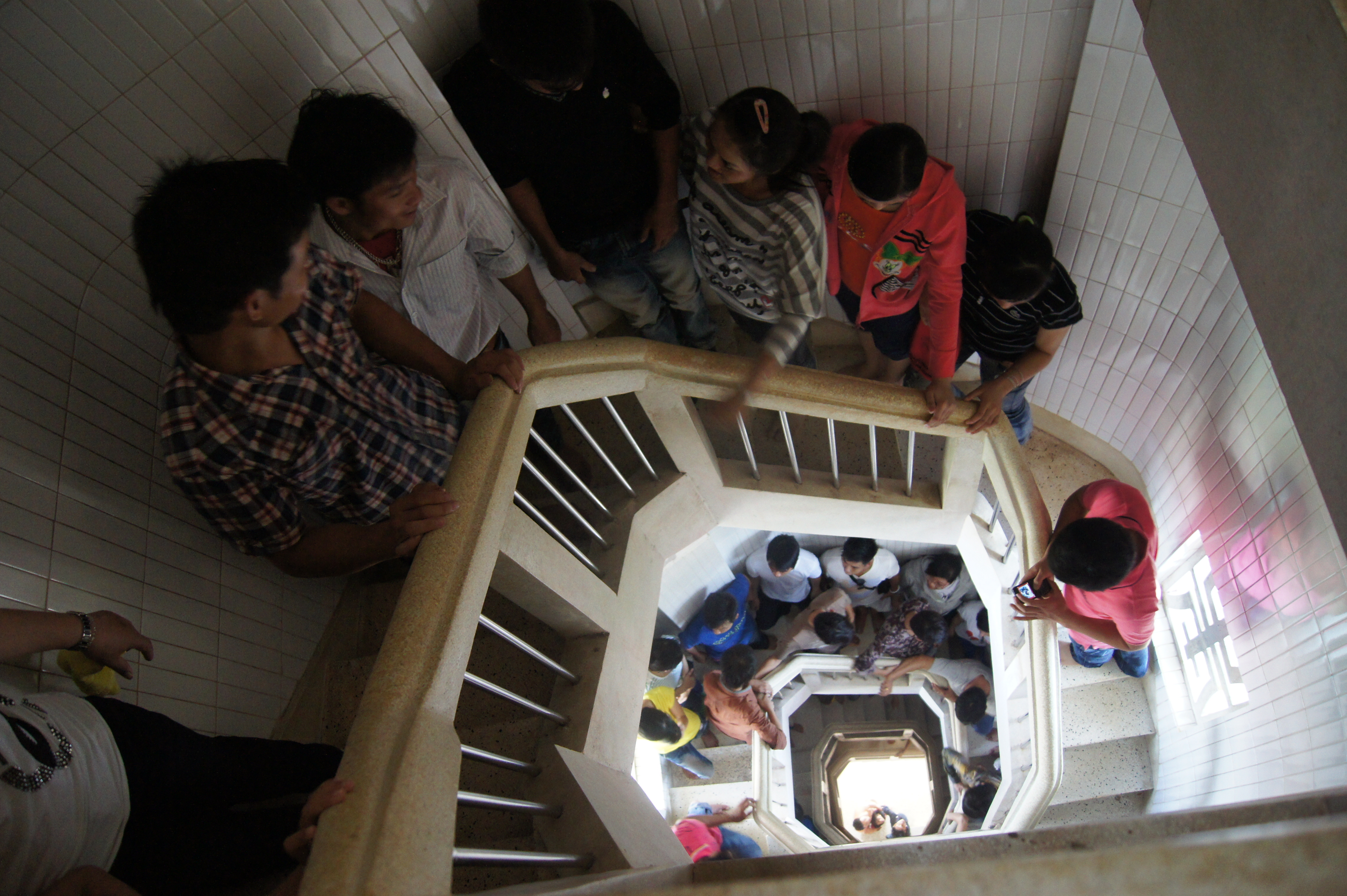
Dòng người xếp hàng theo lối cầu thang trong tượng để lên cánh tay tượng Chúa.

- Ngày 18 tháng 01 năm 1993, Tượng Chúa Kitô Vua (Vũng Tàu) được công nhận là di tích lịch sử - văn hoá cấp quốc gia. (Thông tin ban hành văn bản số 57VH/QĐ)[9][10]
- Tượng Chúa Kitô Vua có một thời gian bị hiểu lầm với tên gọi là Tượng Thánh Jacques vì vào thời Pháp thuộc, Vũng Tàu từng mang tên Cap Saint Jacques, nghĩa là mũi đất mang tên thánh Jacques. Theo nghĩa hẹp, đó là mũi Thùy Vân, còn gọi mũi Nghinh Phong, tên khác là mũi Ô Quắn. Chính trên mũi đất ấy, giáo xứ Vũng Tàu khởi công xây tượng vào năm 1973, năm sau thì chuyển lên núi Nhỏ phía đối diện. Đã từng có một bản đồ do Sở Du lịch tỉnh Bà Rịa – Vũng Tàu xuất bản năm 1998 đã ghi chú địa điểm này bằng từ: Tượng thánh Gioóc (Thánh Gioóc, phiên âm từ George tức Jacques). Nhưng thực chất đây là tượng của Giêsu, các bản đồ thành phố Vũng Tàu được ấn hành sau này đã tìm cách ghi nhận chính xác hơn về tên gọi chính xác của tượng. Bản đồ do Nhà xuất bản Trẻ thực hiện năm 2001 in tượng Chúa Giêsu, bản đồ do Sở Du lịch tỉnh Bà Rịa – Vũng Tàu thực hiện năm 2006 in tượng Chúa Kitô, bản đồ do Nhà xuất bản Giao thông Vận tải thực hiện năm 2009 in tượng Chúa Giêsu[10].
- Theo thiết kế xây dựng, dự trù móng của tượng sâu 6 mét nhưng móng tượng đài khi xây dựng phải sâu hơn[9]. Khi đào móng sâu xuống 3 mét thì vấp cả mảng xi măng cứng ngắt. Tiếng vọng sau mỗi nhát xà beng giúp mọi người phán đoán rằng dưới lớp bê tông kia có khoảng trống. Khi chọc thủng một lỗ to, rồi dùng cái thúng buộc dây đưa một người xuống thăm dò. Mọi người mới biết đưới lòng núi là hệ thống công sự do Pháp xây dựng kiên cố từ cuối thế kỷ XIX, gồm 7 căn hầm, mỗi hầm dài 7 m và rộng 4 m. Do có công sự ngầm nên trên đỉnh núi Nhỏ, quân đội Pháp để 2 khẩu thần công bắn đạn cỡ 240 mm. Phía nam núi Nhỏ hướng ra biển còn 2 cụm pháo đài nữa. Một cụm với 5 khẩu thần công bắn đạn cỡ 300 mm. Một cụm với 3 khẩu thần công bắn đạn cỡ 140 mm. Cả ba cụm pháo đài kết hợp hệ thống công sự tạo nên phòng tuyến đặc sắc nhằm kiểm soát tàu thuyền ra vào cửa biển Vũng Tàu - Sài Gòn.
- Hào quang quanh đầu tượng còn là thiết bị vật lý quan trọng: là phần đầu tiên của cột thu lôi nhằm chống sét. Tà áo tượng có trổ 3 ô cửa sổ tô điểm bằng hoa văn chữ thọ, giúp lòng tượng được chiếu sáng tự nhiên và thoáng khí. Trong lòng tượng, là cầu thang xoắn ốc gồm 133 bậc giúp du khách leo lên cao. Từ đôi vai tượng, du khách có thể phóng tầm mắt quan sát toàn cảnh Vũng Tàu: núi Lớn, bãi Dâu, bãi Trước, bãi Dứa, bãi Sau, bãi Chí Linh, bãi Thủy Tiên, bàu Sen, bàu Trũng... Cũng từ điểm cao đó, người ta có thể ngắm nhìn khá đầy đủ một phần Biển Đông[11].

## Hình ảnh

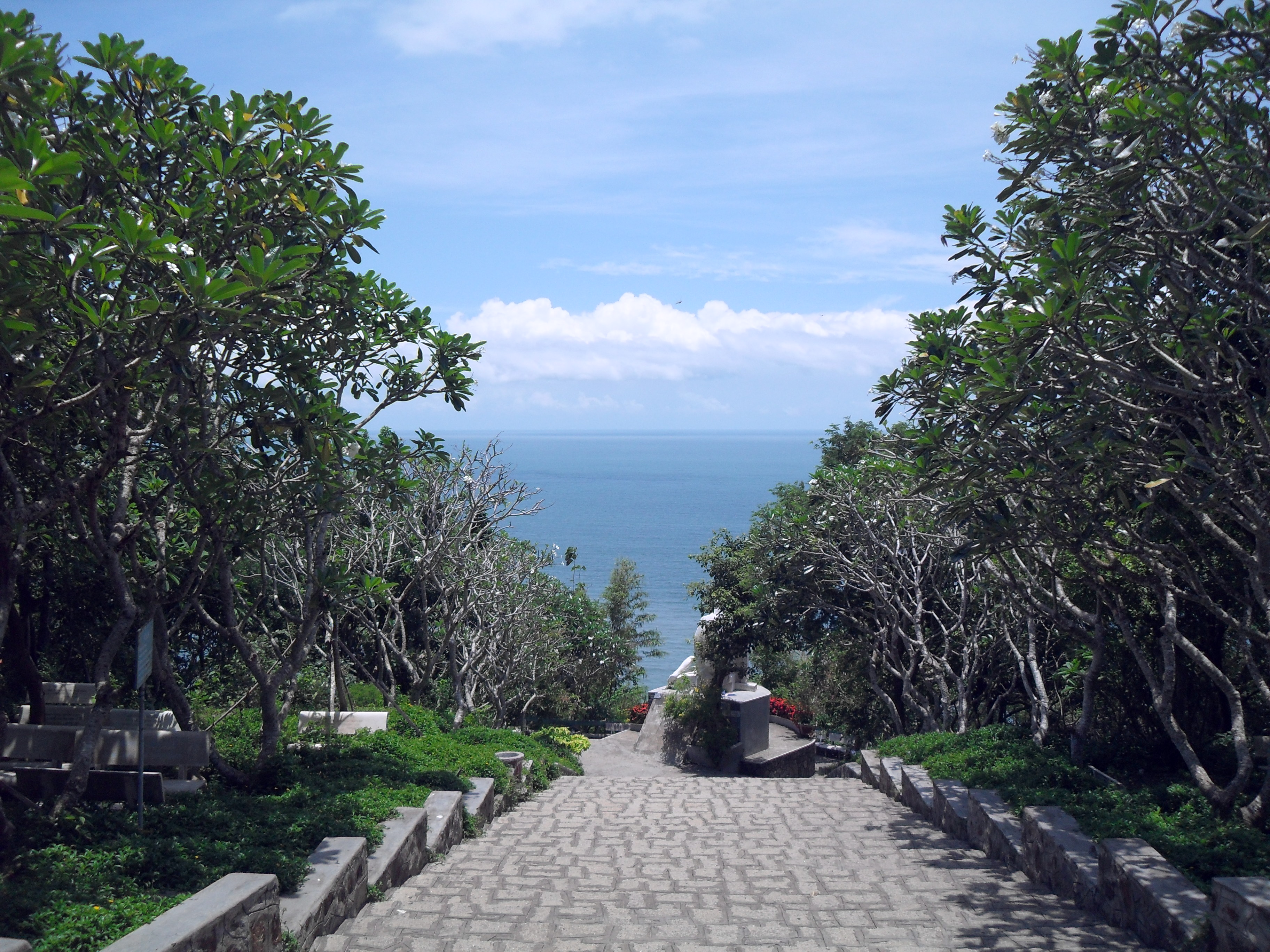
Bậc thang lên Tượng Chúa Kitô Vua.
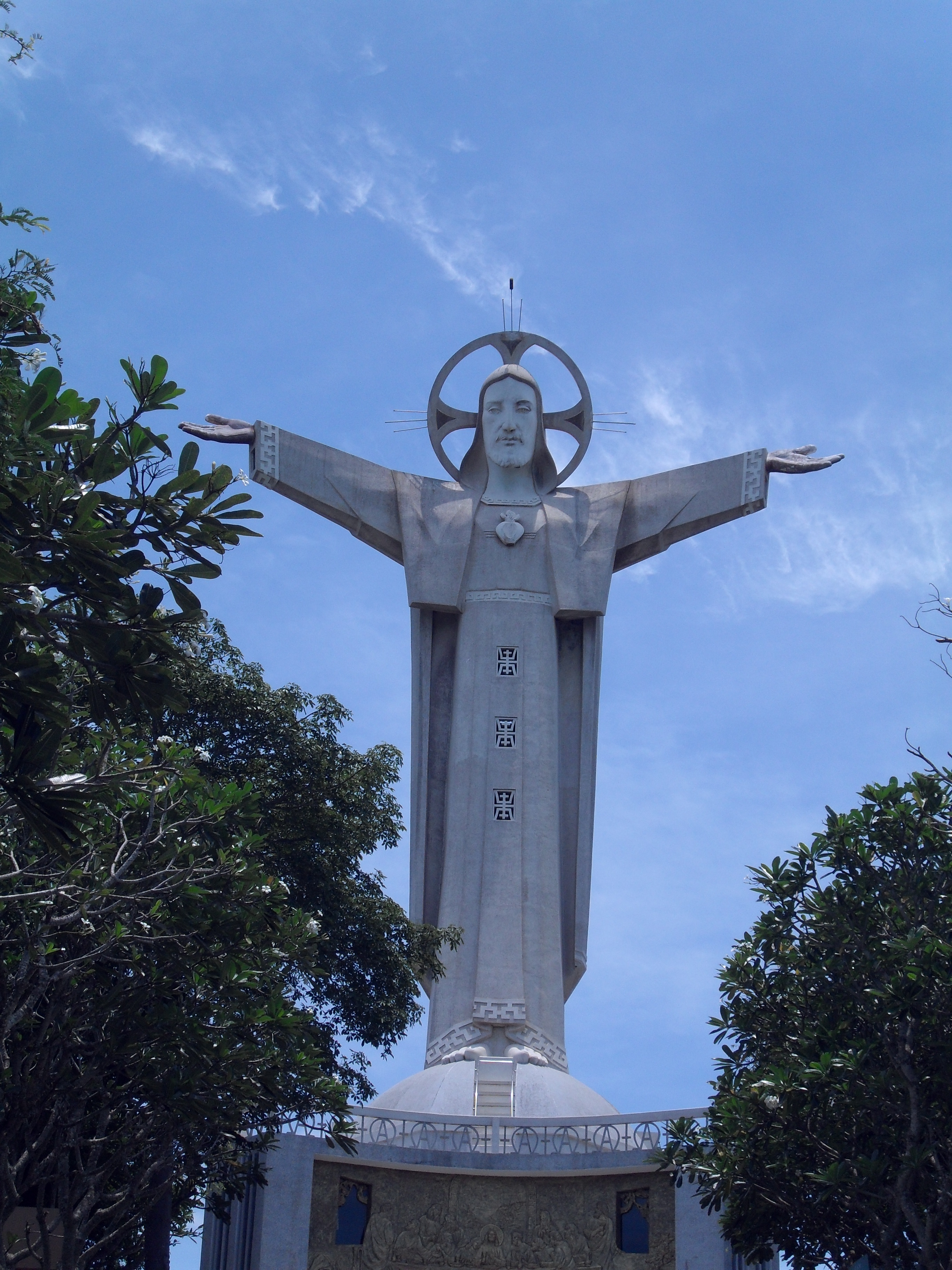
Toàn cảnh Tượng Chúa Kitô Vua.
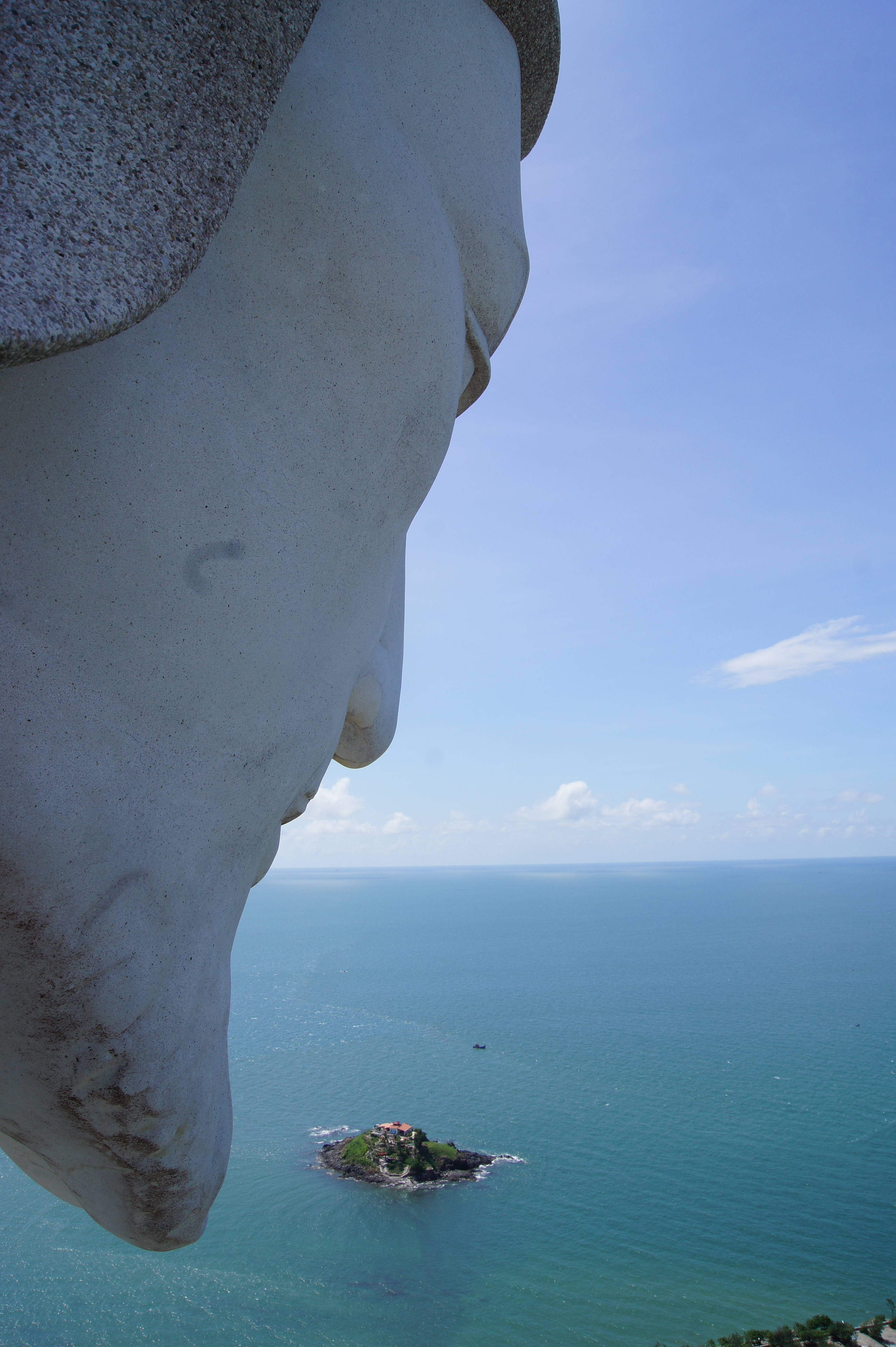
Mặt tượng Chúa Ki-tô nhìn ra hướng biển. Phía xa là đảo Hòn Bà.
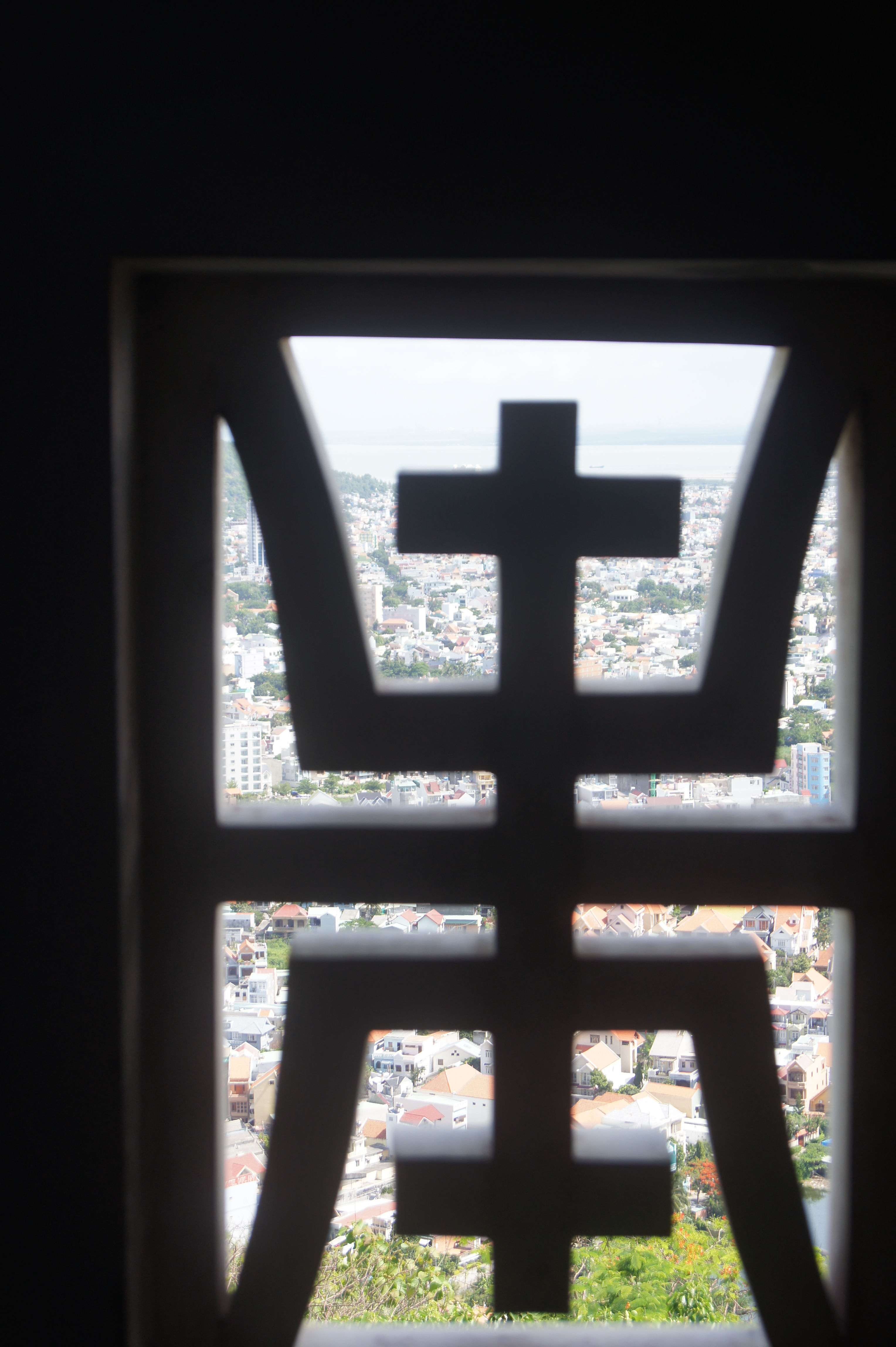
Hoa văn chữ Thọ trên thân tượng.
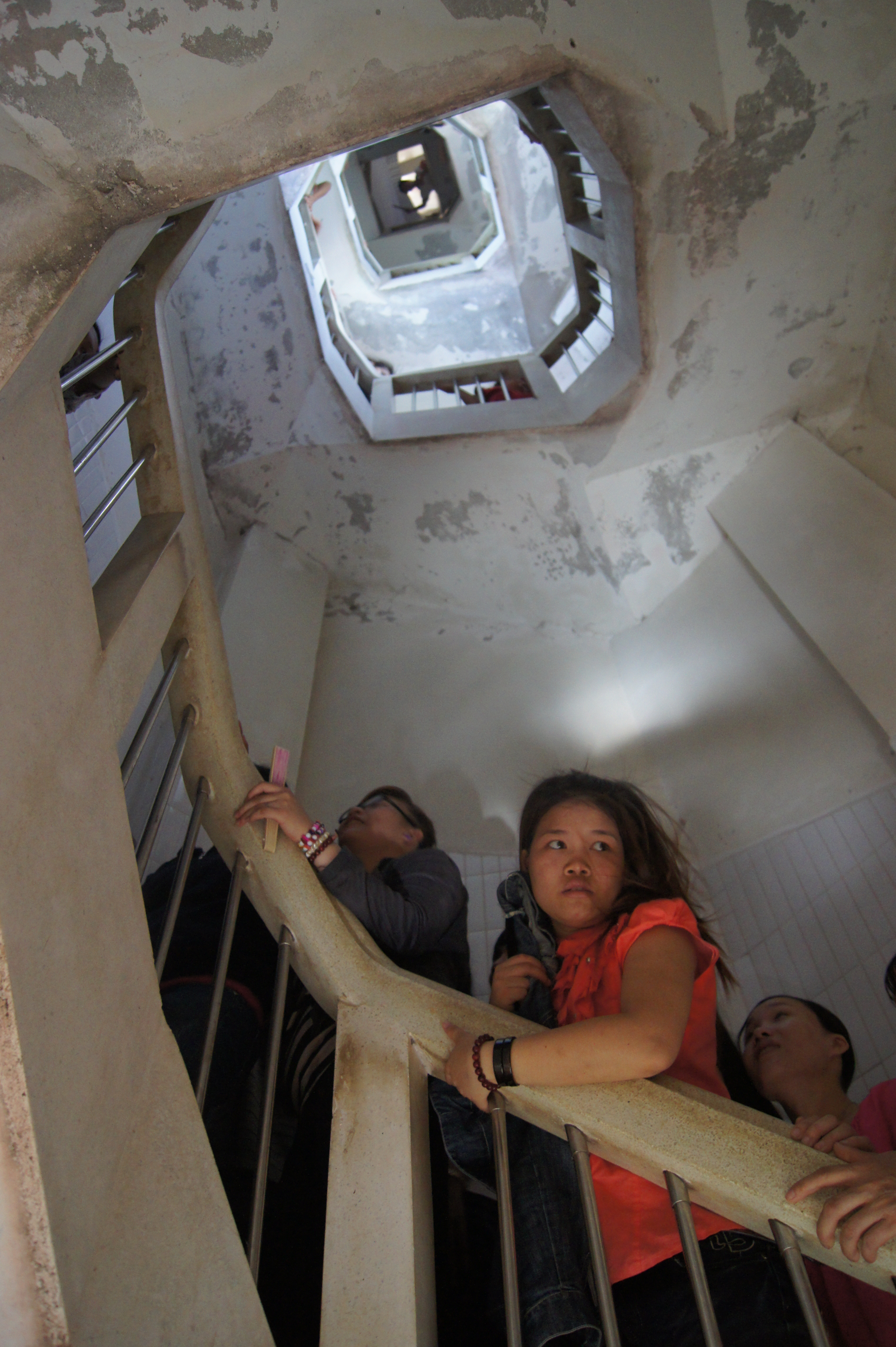
Cầu thang bên trong lòng tượng.
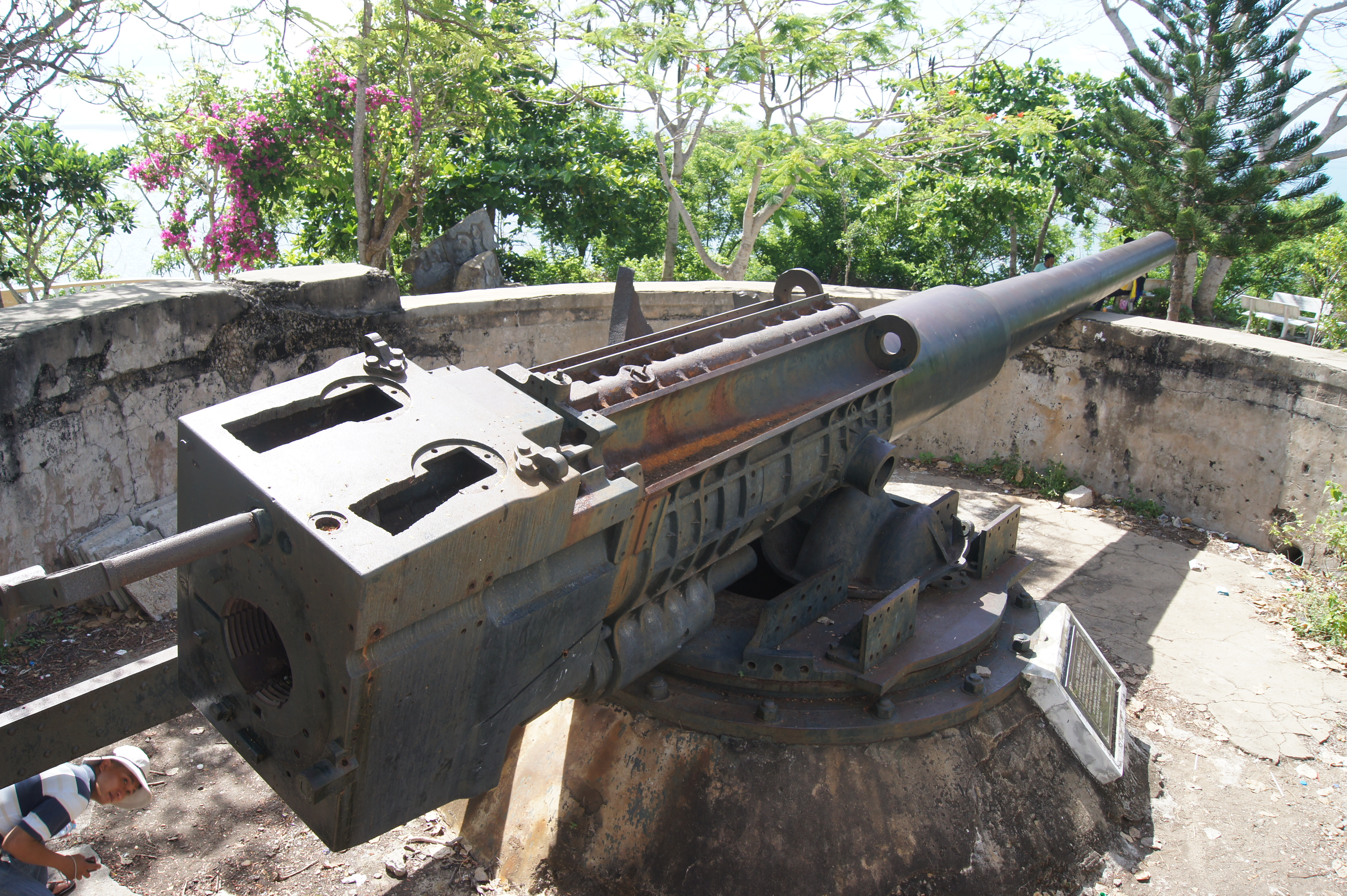
Súng thần công trên núi Tao Phùng.
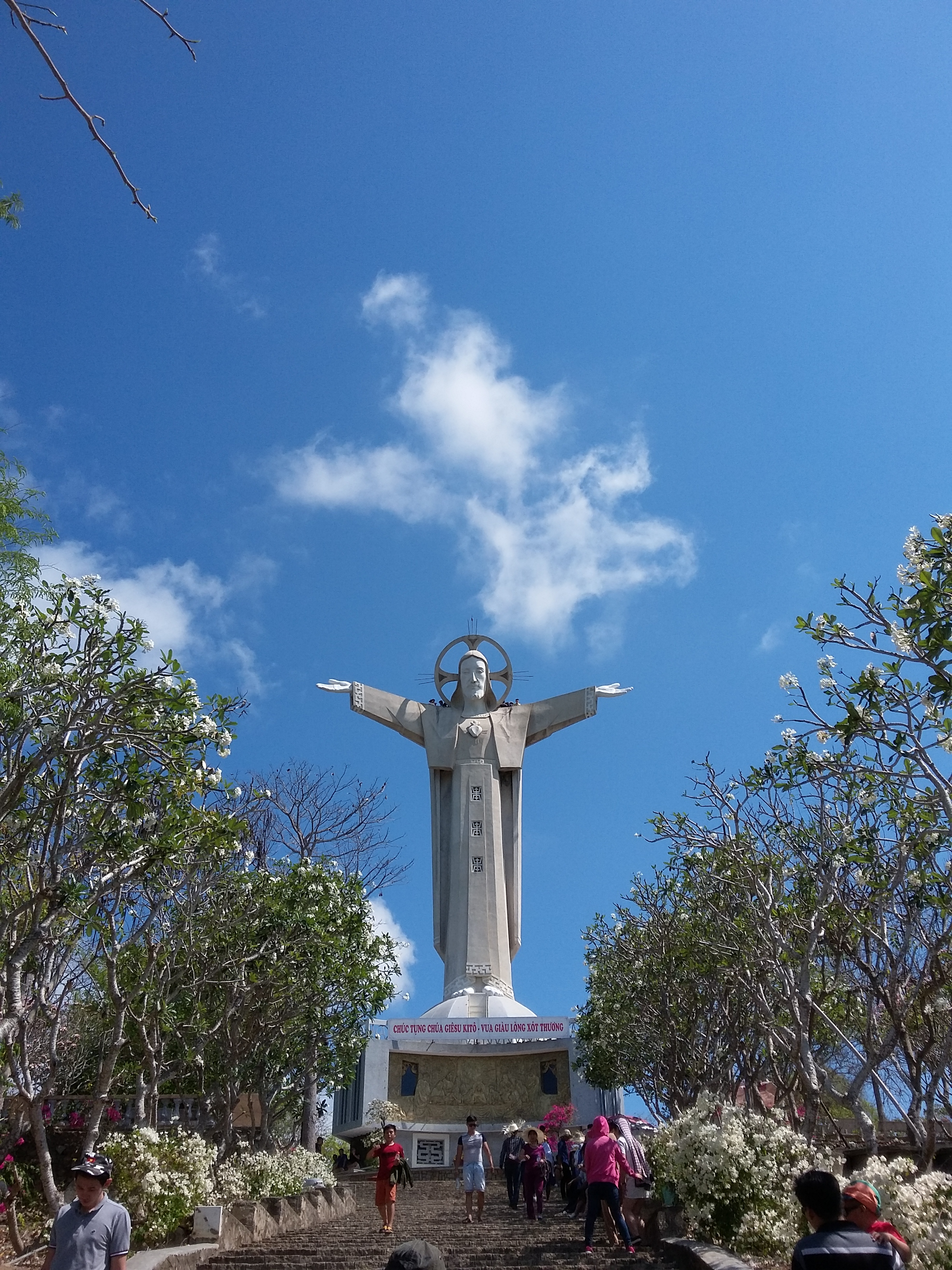
Tượng Chúa.
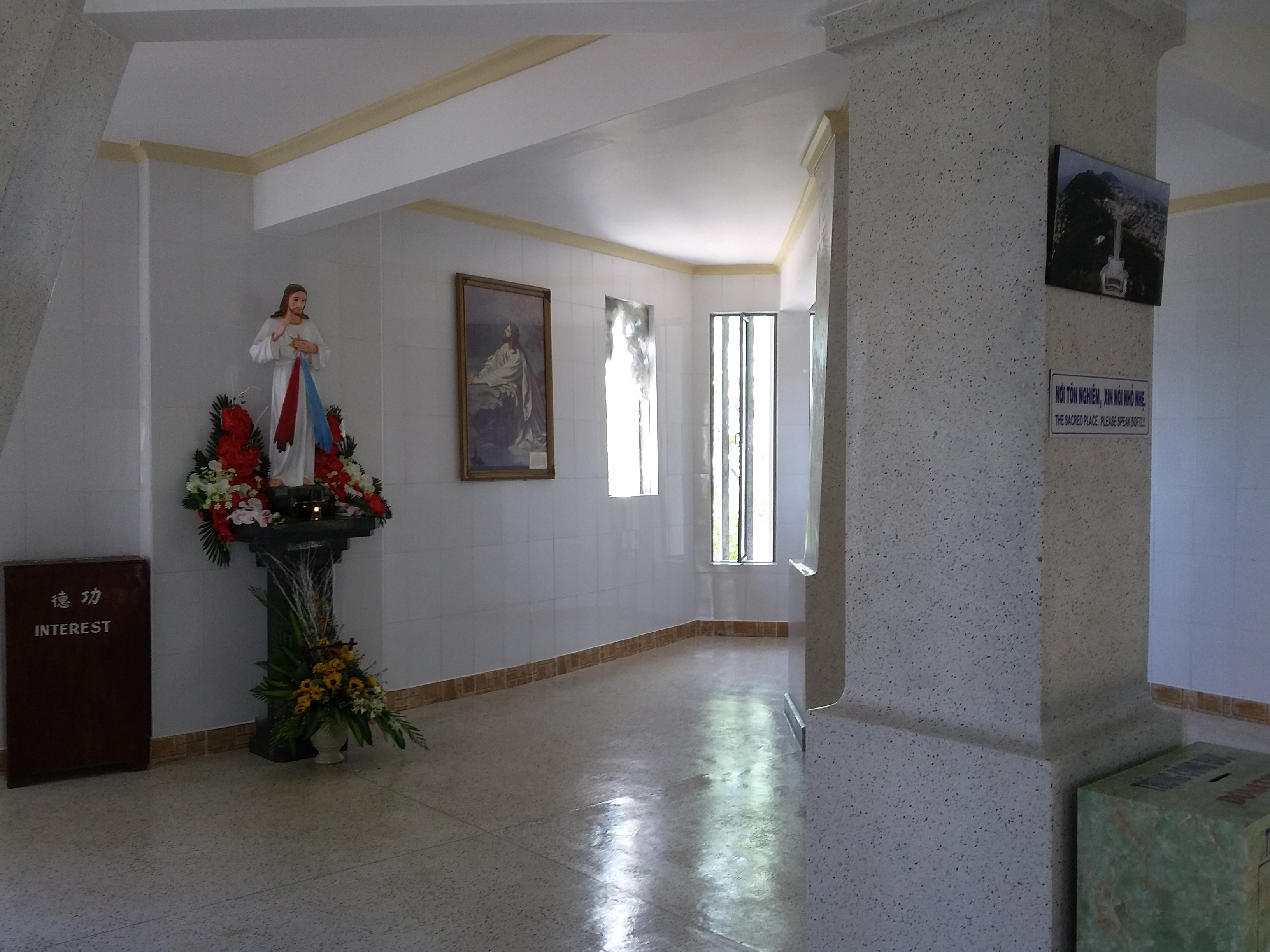
Bên trong tượng Chúa
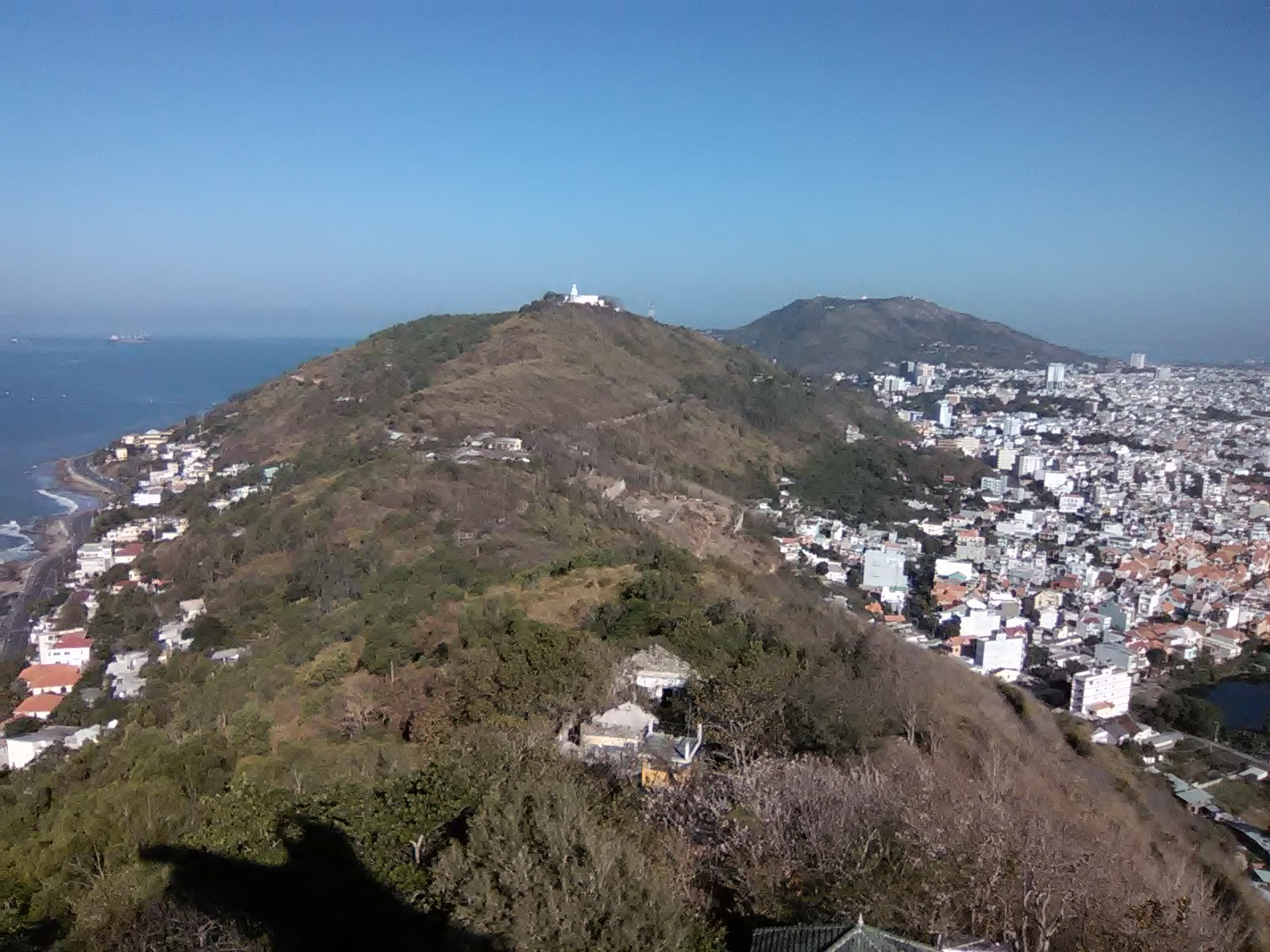
Nhìn sang trái từ Tượng Chúa Kitô Vua.